# Oración atributiva
Oraciones atributivas son aquellas oraciones simples cuyo predicado está formado por un verbo copulativo (que en idioma español son ser, estar o parecer) más un complemento o argumento denominado atributo. A esta clase de predicado se le denomina predicado nominal.
Por ejemplo: Pedro es camarero. Pedro está cansado. Pedro parece listo.
En las oraciones atributivas el verbo es una mera cópula o puente entre el sujeto y el atributo; el verbo copulativo no tiene apenas significado o este es mínimo o meramente residual. El núcleo verdadero del predicado es en realidad el atributo
Las oraciones atributivas son uno de los tres tipos de oraciones simples que reconoce la gramática tradicional clásica según el criterio de la estructura o composición interna; los otros tipos son las oraciones predicativas y las oraciones semipredicativas.
- Datos: Q6051742